# Handelsmittelschule
Die Handelsmittelschule (HMS) ist eine weiterführende kaufmännische Berufs- und Mittelschulausbildung in der Schweiz. Sie wird auch Wirtschaftsmittelschule genannt. Die HMS bietet einen dreijährigen Bildungsgang an, der mit dem Handelsdiplom (Eidgenössisches Fähigkeitszeugnis Kauffrau/Kaufmann) abschliesst. Der vierjährige Lehrgang an einer HMS führt zur Berufsmaturität und beinhaltet noch ein einjähriges kaufmännisches Praktikum mit einer anschliessenden mündlichen Prüfung und einer schriftlichen Arbeit. Beide Abschlüsse sind vom Eidg. Bundesamt für Berufsbildung und Technologie (BBT) anerkannt. Beide Abschlüsse sind vom Staatssekretariat für Bildung, Forschung und Innovation (SBFI) anerkannt.
Nebst der beruflichen Ausbildung im engeren Sinne bietet die HMS eine breite Allgemeinbildung auf gehobenem intellektuellen Niveau an. Absolventen des Handelsdiploms finden abwechslungsreiche Tätigkeiten in Unternehmen oder in der Verwaltung. Das Berufsmaturitätszeugnis ermöglicht den prüfungsfreien Eintritt in eine Fachhochschule für Wirtschaft, Sprache, Kommunikation, Soziale Arbeit oder andere. Der Zugang zu Höheren Fachschulen, höheren beruflichen Weiterbildungen und verantwortungsvollen beruflichen Tätigkeiten wird ebenfalls erleichtert.
In allen Fächern wird Wert auf logisches Denken, geistige Beweglichkeit und auf klaren mündlichen und schriftlichen Ausdruck gelegt. Technisch und methodisch korrektes Arbeiten wird ebenso gefördert wie die Fähigkeit zum selbständigen Arbeiten (allein und im Team) und zum persönlichen Urteilen. Nach drei Ausbildungsjahren wird die Abschlussprüfung zum Erwerb des Handelsdiploms abgelegt. Berufsmaturanden werden zusätzlich in Mathematik und Geschichte geprüft; zusammen mit dem Diplom erhalten sie einen provisorischen Notenausweis der abgeschlossenen Schulfächer.
Danach widmen sich die Kandidaten während mindestens 39 Wochen einer beruflichen Tätigkeit im kaufmännischen Bereich. In dieser Zeit verfassen sie die Berufsmaturitätsarbeit, auf deren Grundlage die Schlussprüfung zum Erwerb des Berufsmaturitätsausweises erfolgt.
Für den Besuch der Handelsmittelschule fallen Schulgeld sowie Kosten für Lehrmittel an.